# پری دریایی کوچولو (فیلم ۲۰۲۳)
پری دریایی کوچولو (به انگلیسی: The Little Mermaid) یک فیلم موزیکال فانتزی آمریکایی محصول ۲۰۲۳ به کارگردانی راب مارشال بر اساس فیلمنامه‌ای از دیوید مگی است. این فیلم محصولی از والت دیزنی پیکچرز است و اقتباسی لایو اکشن از انیمیشنی به همین نام محصول ۱۹۸۹ است که خود بر اساس داستانی به همین نام اثر هانس کریستین اندرسن ساخته شده‌است. در این فیلم هلی بیلی در نقش آریل در کنار جونا هاوئر کینگ، داوید دیگز، آکوافینا، جیکوب ترمبلی، نوما دومزونی، خاویر باردم، جسیکا الکساندر و ملیسا مک‌کارتی نقش‌آفرینی می‌کنند.
برنامه‌های بازسازی فیلم پری دریایی کوچولو از سال ۱۹۸۹ در مهٔ ۲۰۱۶ تأیید شد. دیزنی در دسامبر ۲۰۱۷ اعلام کرد که مارشال برای کارگردانی قرارداد امضا کرده‌است. بسیاری از بازیگران اصلی در ژوئن تا نوامبر ۲۰۱۹ قرارداد امضا کردند. فیلم‌برداری عمدتاً در استودیوهای پاین‌وود در انگلستان از ژانویه تا ژوئیه ۲۰۲۱ انجام شد. راب مارشال، جان دلوکا، مارک پلت و لین-منوئل میرندا تهیه‌کنندگی آن را برعهده دارند، که آخری به عنوان ترانه‌سرا آهنگ‌های جدیدی را برای بازسازی نوشت. آلن منکن به عنوان آهنگساز موسیقی و آهنگ‌ها برای این فیلم بازگشت.
پری دریایی کوچولو ۸ مهٔ ۲۰۲۳ در تئاتر دالبی به نمایش درآمد و در ۲۶ مه در ایالات متحده اکران شد. این فیلم نقدهای متفاوتی از طرف منتقدان دریافت کرد که نقش‌آفرینی بازیگران و موسیقی را ستایش کردند، اما جلوه‌های ویژه و طراحی شخصیت‌ها مورد انتقاد قرار گرفت. این فیلم بیش از ۵۶۸ میلیون دلار در جهان فروش داشته و به هشتمین فیلم پرفروش ۲۰۲۳ تبدیل شده‌است.

## طرح داستان
آریل، پری دریایی جوان و زیبایی است که آرزوی رفتن به دنیای بالای آب و زندگی کردن همراه با انسان ها را در سر دارد اما پدرش شاه تریتون با این عقیده به شدت مخالف است و همواره آریل را سرزنش میکند. طی اتفاقاتی آریل به صورت مخفیانه با یک جادوگر دریایی معامله می‌کند و صدای زیبایش را در عوض دو جفت پاهای انسانی می‌دهد تا بتواند به دنیای انسان ها قدم بگذارد و پرنس رویاهاش را شیفته ی خودش کند.

## بازیگران

### بازیگران لایو اکشن
- هلی بیلی در نقش پرنسس آریل، یک پری دریایی و کوچک‌ترین دختر پادشاه تریتون که مجذوب دنیای انسان‌ها است.[۸]
- جونا هاوئر کینگ در نقش شاهزاده اِریک، یک انسان که آریل پس از نجات او از غرق‌شدن، عاشق او می‌شود، اِریک پس از آن تصمیم می‌گیرد آریل را پیدا کند و با او ازدواج کند.[۹]
- ملیسا مک‌کارتی در نقش اورسولا، جادوگری دریایی که آریل با او قراردادی می‌بندد تا تبدیل به انسان شود، که مخفیانه بخشی از نقشه اورسولا برای تصرف «آتلانتیکا» است.[۱۰]
- خاویر باردم در نقش شاه تریتون، پدر بیش از حد محافظ آریل و پادشاه «آتلانتیکا» پادشاهی سرزمین زیر دریا، که نسبت به انسان‌ها پیش‌داوری دارد.[۱۱][۱۲]
- جود آکووودیک در نقش گریمزبی، پیشخدمت وفادار اریک و فرد مورد اعتماد، که مراقب است اریک دختر مناسبی برای ازدواج پیدا کند.[۱۳]
- نوما دومزونی در نقش کارلوتا، خانه‌دار مهربان اریک، که از آریل در زمانی که در قلعه اریک می‌ماند مراقبت می‌کند.[۱۳][۱۴]
- لورنا آندریا در نقش پرلا، شخصیت جدید فیلم.[۱۵]
- کجسا محمر در نقش کارینا، شخصیت جدید فیلم.[۱۵]
- جسیکا الکساندر ونسا، وقتی اورسلا به شکل انسانی در می‌آید

### صداپیشه‌های پویانمایی
- دیوید دیگز در نقش سباستین، یک خرچنگ وفادار و خدمتکار مورد اعتماد پادشاه تریتون و آهنگساز دربار که مراقب آریل است.[۹][۱۶]
- جیکوب ترمبلی در نقش فلوندر، یک ماهی استوایی مضطرب و در عین حال نجیب که بهترین دوست آریل است.[۱۷]
- آکوافینا در نقش اسکاتل، پرنده غواصی کم‌هوش و دوست آریل، که او توصیفات نادرستی از هر شیء جهان انسان/سطحی را که آریل پیدا می‌کند به او ارائه می‌دهد.[۱۰] این شخصیت به عنوان یک پرنده غواص ماده به جای یک مرغ دریایی نر مانند نسخه اصلی به تصویر کشیده می‌شود تا شخصیت را در صحنه‌های زیر آب نشان دهد.[۱۸]

علاوه بر این، جسیکا الکساندر، راسل بالوگ، آدریان کریستوفر، امیلی کوتس و سیمون اشلی در نقش‌های نامعلومی انتخاب شده‌اند.

## تولید

### توسعه
در ۲۵ می ۲۰۱۶، ددلاین هالیوود گزارش داد که دیزنی در مراحل اولیه ساخت یک اقتباس لایو اکشن از پری دریایی کوچولو است. در ۱۶ اوت ۲۰۱۶، اعلام شد که لین-منوئل میرندا، یکی از طرفداران فیلم اصلی، این فیلم را با مارک پلت تهیه خواهد کرد.
در ۶ دسامبر ۲۰۱۷، گزارش شد که راب مارشال توسط شرکت والت دیزنی برای کارگردانی این فیلم درخواست شده‌است، در حالی که جین گولدمن به عنوان فیلمنامه‌نویس خدمت خواهد کرد. در ۵ دسامبر ۲۰۱۸، مارشال فاش کرد که او به همراه جان دلوکا و مارک پلات برای شروع توسعه پروژه برای اقتباس فیلم استخدام شده‌اند، و گفت که «جان و [مارشال] کار ما را در تلاش برای کشف آن آغاز کرده‌اند.» و «این یک فیلم بسیار پیچیده‌است که از انیمیشن به لایو اکشن تبدیل می‌شود. لایو اکشن دنیای دیگری است، بنابراین شما باید در مورد نحوه انجام آن بسیار مراقب باشید، اما ما در حال شروع مرحله اکتشاف هستیم.» اواخر دسامبر، مارشال رسماً به عنوان کارگردان این فیلم استخدام شد. مارشال طی مصاحبه‌ای در ۲۱ دسامبر ۲۰۱۸ فاش کرد که فیلم در مراحل اولیه توسعه است و اظهار داشت که استودیو در تلاش است راه‌هایی را برای ترجمه داستان فیلم اصلی به لایو اکشن کشف کند. در ۳ ژوئیه ۲۰۱۹، دیوید مگی، که پیش از این فیلمنامه بازگشت مری پاپینز مارشال را نوشته بود، مشخص شد که فیلمنامه را با گلدمن نوشته‌است. در ۱۰ فوریه ۲۰۲۰، میراندا فاش کرد که تمرینات فیلم از قبل آغاز شده‌است.

### انتخاب بازیگران
لیندزی لوهان، کریس ایوانز و زندیا کهنه‌کارهای استودیو به بازی در این اقتباس ابراز علاقه کردند، در حالی که برخی از طرفداران می‌خواستند آریانا گرانده نقش آریل را بازی کند.
در ۲۸ ژوئن ۲۰۱۹، اعلام شد که ملیسا مک‌کارتی در حال مذاکره برای ایفای نقش اورسولا در این فیلم است. ماه بعد، جیکوب ترمبلی (به عنوان صدای فلاندر)، آکوافینا (به عنوان صدای اسکاتل)، هلی بیلی (در نقش آریل) و خاویر باردم (در نقش پادشاه تریتون) به بازیگران پیوستند در حالی که هری استایلز و جک وایت هال در حال بررسی برای نقش شاهزاده اریک بودند. با این حال، در اوت ۲۰۱۹ مشخص شد که استایلز این نقش را رد کرده‌است. در نوامبر همان سال، او در مصاحبه‌ای با کپیتال اف ام فاش کرد که «چند چیز» وجود دارد که نتوانسته‌اند از پسشان برآیند، او همچنین گفت: «به نظر من بدیهی است که فیلم شگفت‌انگیزی خواهد بود، اما آنها برای آن فیلمبرداری می‌کنند. خیلی طولانی است و من می‌خواهم سال آینده تور داشته باشم. من هنوز آن را اعلام نکرده‌ام، اما بله، کاملاً مطابقت نداشت.» با این حال، به دلیل دنیاگیری کووید-۱۹ این تور انجام نشد و نقش شاهزاده اریک در نهایت به بازیگر بریتانیایی یونا هاوئر کینگ رسید.
کارگردان راب مارشال گفت که «[بیلی] دارای ترکیب نادری از روح، قلب، جوانی، معصومیت و جوهر است - به علاوه صدای آواز با شکوه - همه ویژگی‌های ذاتی لازم برای ایفای این نقش نمادین را دارد»، و اینکه فیلم در مورد «[آریل] است و اینکه صدای خود را پیدا می‌کند [...] و این بلافاصله مانند یک قطعه جالب و به موقع بود که در بین خدمه تولید فیلم طنین انداز شد». بیلی گفت که می‌خواهد «طراوت» را به شخصیت بیاورد. او همچنین گفت: «شگفت‌انگیز است که کارگردان‌ها از [او] خواسته‌اند تا خود واقعی‌اش را نشان دهد… این یک تجربه در حال رشد واقعاً سرگرم‌کننده بوده‌است». دیوید دیگز، یکی از بازیگران فیلم، گفت که بازسازی «قدرتی بیشتر» از فیلم اصلی به آریل می‌دهد.
در ماه اکتبر، دیوید دیگز که قبلاً روی موزیکال همیلتون میراندا کار کرده بود، به عنوان صداپیشگی سباستین خرچنگ به بازیگران پیوست. تا نوامبر ۲۰۱۹، جونا هاوئر کینگ به عنوان شاهزاده اریک انتخاب شد. قبل از انتخاب هاوئر کینگ، کامرون کاف نیز برای این نقش در رقابت بود. که هر دو قبلاً در کنار بیلی تست شده بودند.
در ۱۸ فوریه ۲۰۲۰، مک‌کارتی انتخاب خود را در نقش اورسولا طی مصاحبه‌ای در شوی الن دی‌جنرس تأیید کرد: «من نقش اورسولا، جادوگر دریا را بازی می‌کنم. خیلی سرگرم‌کننده است، ما فقط در حال تمرین هستیم. این یک انفجار مطلق بوده‌است. قدم گذاشتن به دنیای راب مارشال، مثل یک رؤیای تب است، من فقط یک هفته به لندن رفتم، مثل این بودم که من نمی‌توانم یک هفته به کمپ رقص بروم. تمام روز او می‌گوید، می‌خواهی از این صدف ۴۰ فوتی لیز بخوری؟ من می‌گویم، بله! مسلماً تو چی فکر می‌کنی دیوونه؟ این بسیار خلاقانه بود.»
در جولای ۲۰۲۰، اعلام شد که کیسی ماسگریوز برای نقش ونسا (شکل انسانی اورسولا) در نظر گرفته شده‌است، اما او این نقش را رد کرد. در اکتبر ۲۰۲۰، امیلی کوتس هنرپیشه در نقشی نامعلوم به فیلم پیوست. در دسامبر ۲۰۲۰، دیزنی به‌طور رسمی هفت بازیگر اصلی را معرفی کرد و در عین حال لوگوی رسمی فیلم را نیز معرفی کرد.
در ۵ ژانویه ۲۰۲۱، نوما دومزونی برای یک نقش نامعلوم اعلام شد. در مصاحبه‌ای در ۲۹ مارس ۲۰۲۱ با ماری کلر، هنگامی که از دومزونی در مورد نقش او در فیلم آینده پرسیده شد، گفت: «می‌توانم به شما بگویم که دارم این کار را انجام می‌دهم. می‌توانم به شما بگویم که بسیار هیجان زده هستم. می‌توانم به شما بگویم که روز گذشته با مو و آرایش گپ زدم و مثل این بود که، اوی!». در ماه مه ۲۰۲۱، گزارش شد که دومزونی نقش کارلوتا را بازی می‌کند و جود آکوودیک برای نقش گریمزبی انتخاب شده‌است. علیرغم اینکه دومزونی در ابتدا به عنوان بازی در نقشی که برای بازسازی اختراع شده بود، گزارش شد، کارلوتا در واقع در فیلم اصلی انیمیشن بود. در ۲۹ دسامبر ۲۰۲۱، طی مصاحبه‌ای در گفتگوهای فیس بوک با ماما تینا، بیلی به یاد آورد که هنگام تست بازیگری برای نقش آریل، ترسیده و عصبی بوده‌است.

### فیلم‌برداری
در ابتدا قرار بود فیلمبرداری در اواخر مارس یا اوایل آوریل ۲۰۲۰ در لندن آغاز شود، اما به دلیل دنیاگیری کووید-۱۹ به تعویق افتاد. عکس‌های تنظیم شده در استودیوهای پاین‌وود در لندن، انگلستان، چند هفته پس از تعطیلی تولید به بیرون درز پیدا کرد، تصاویری هوایی از کشتی شاهزاده اریک و همچنین تصاویری از فضای داخلی که به نظر می‌رسد قلعه او باشد را نشان می‌داد. در ۲۹ ژوئیه ۲۰۲۰، بر اساس یک پست رسانه اجتماعی، جیکوب ترمبلی شروع به ضبط خطوط خود برای این فیلم کرد. فیلمبرداری قرار بود در ۱۰ اوت ۲۰۲۰ دوباره شروع شود. با این حال، بار دیگر به نوامبر/اوایل دسامبر ۲۰۲۰ به تعویق افتاد تا برنامه تولید ملیسا مک‌کارتی برای مینی سریال هولو نه غریبه کامل مطابقت داشته باشد.
تا نوامبر ۲۰۲۰، مدیرعامل جدید دیزنی، باب چاپک، اعلام کرد که فیلمبرداری در تمام فیلم‌هایی که به دلیل ویروس کرونا به تعویق افتاده بودند را از سر گرفته و در برخی موارد، تصویربرداری اصلی را تکمیل کرده‌است.
در دسامبر ۲۰۲۰، مک‌کارتی اظهار داشت که امیدوار است فیلمبرداری فیلم را در ژانویه ۲۰۲۱ آغاز کند. در ماه بعد، دیوید دیگز در مورد حجم زیادی از کارهایی که باید برای آماده‌سازی و ضبط دیالوگ برای نقش سباستین انجام می‌داد، صحبت کرد.
تصویربرداری اصلی به‌طور رسمی در استودیوهای پاین‌وود در ایور، انگلستان در ۳۰ ژانویه ۲۰۲۱ آغاز شد. صحنه‌های مک‌کارتی سرانجام در آوریل ۲۰۲۱ شروع به فیلمبرداری کرد. در ۶ آوریل، اعلام شد که فیلمبرداری اضافی در تابستان در ساردینیا، ایتالیا، در مجموع «تقریباً سه ماه» انجام می‌شود. در ژوئن ۲۰۲۱، به دلیل ابتلای چندین خدمه فیلم به کووید -۱۹، تولید موقتاً متوقف شد. فیلمبرداری حدود یک هفته بعد از سر گرفته شد و به‌طور رسمی در ۱۱ ژوئیه ۲۰۲۱ به پایان رسید. در ۳۰ دسامبر ۲۰۲۱، هالی چند عکس جدید از پشت صحنه مجموعه پری دریایی کوچولو را به اشتراک گذاشت که نگاهی اجمالی به هالی بیلی در نقش آریل را نشان می‌داد. این بازیگر برای به پایان رساندن سال خود وارد اینستاگرام شد و عکس‌هایی از لحظات فیلمبرداری پری دریایی کوچک را به اشتراک گذاشت. عکس اول فیلمنامه فیلم را نشان می‌داد که برای جلوگیری از اسپویل تار بود، اما همچنان نام شخصیت او «آریل» را با چاپ پررنگ نشان می‌داد. یکی از عکس‌ها او را در حال شنا در آب‌های ساردینیا نشان می‌دهد، در حالی که عکس دیگری روند ساخت فیلم با استفاده از CGI را نشان می‌دهد.

## انتشار
این فیلم در ۲۶ می ۲۰۲۳ در ایالات متحده توسط استودیو سینمایی والت دیزنی اکران شد.

## بازخورد

### گیشه
تا ۲۵ ژوئن ۲۰۲۳، پری دریایی کوچولو ۲۷۰٫۲ میلیون دلار در ایالات متحده و کانادا و نیز ۲۲۹٫۱ میلیون دلار در سایر کشورها فروش داشته‌است که فروش جهانی آن در کل به ۵۶۰ میلیون دلار رسیده‌است. منابع ددلاین هالیوود تخمین زدند که این فیلم برای سودآوری باید حدود ۵۶۰ میلیون دلار در گیشهٔ جهانی فروش داشته باشد.
ابتدا پیش‌بینی می‌شد که پری دریایی کوچولو در آمریکای شمالی در آخر هفته افتتاحیهٔ سه‌روزهٔ خود ۷۰ تا ۹۰ میلیون دلار، و در مجموع ۲۳۵ تا ۳۰۵ میلیون دلار در گیشه داخلی به دست آورد.

### منتقدان
در وبگاه جمع‌آوری نقد راتن تومیتوز، ٪۶۷ از ۳۱۴ بررسی منتقدان مثبت است و میانگینِ امتیاز آن ۶٫۳/۱۰ است. اجماع این وبگاه چنین می‌نویسد: «لایو اکشن دیزنی، پری دریایی کوچولو با هلی بیلی که آب‌بازی مهمی در نقش اصلی دارد، در میان لذت‌بخش‌ترین بازنگری‌های این استودیو رتبه می‌گیرد.» این فیلم در متاکریتیک که از میانگین وزنی استفاده می‌کند، بر اساس نظر ۵۳ منتقدین امتیاز ۵۹ از ۱۰۰ را کسب کرده که نشان‌گر «نقدهای مختلط یا متوسط» است. تماشاگران شرکت‌کننده در نظرسنجی سینماسکور، به این فیلم نمرهٔ «A» در مقیاس «A+» تا «F» دادند، در حالی که نظرسنجی‌های پست‌ترک گزارش دادند که ۹۱ درصد از مخاطبان به فیلم نمره مثبت داده‌اند و ۷۶ درصد گفته‌اند که قطعاً آن را توصیه می‌کنند.